# شرطة إنترنت

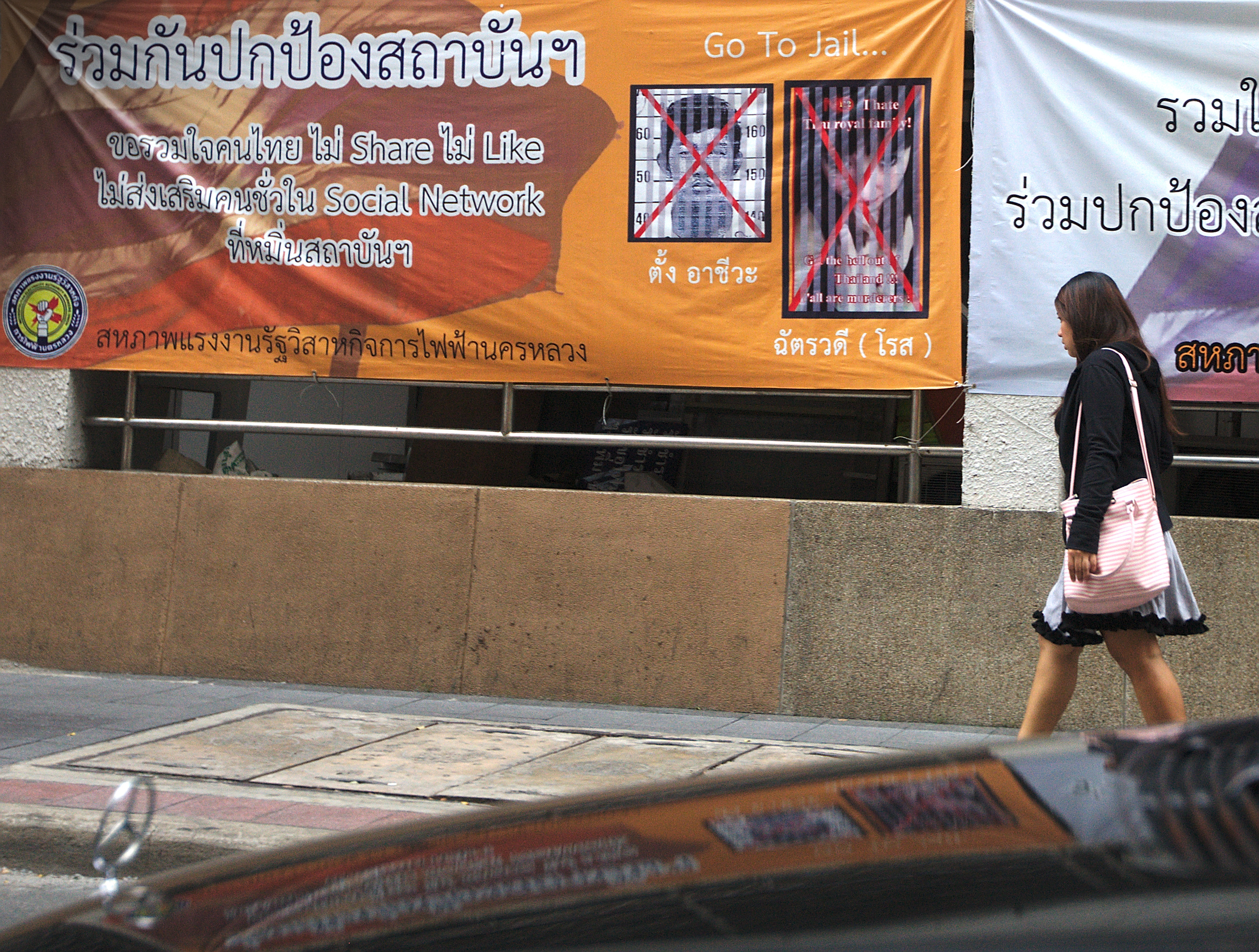

شرطة الإنترنت (internet police) هي إحدى المنظمات الدولية الموجد مقرها في الولايات المتحدة في ولاية أوهايو تهدف هذة المنظمة إلى حماية المواقع الإلكترونية من عمليات الاختراق من قبل لصوص الحاسب (hakrs)بغرض تجارى.
حيث تعمل هذة المنظمة على حماية المواقع التي تتعاقد معها رسميا نظير مقابل مادى ففى كل مرة يتم محاولة اختراق أحد المواقع المحمية من قبل هذة المنظمة يتم صد هذة المحاولة واذا تم تكرار المحاولة أكثر من مرة من قبل نفس الهاكر يتم تجميد (paneed) الجزء المسؤل عن التواصل مع الشبكة الدولية للمعلومات (internet) بحيث يفشل نظام الحاسب (windows) في التواصل مع الإنترنت.

بعض المواقع المحمية من قبل هذة المنظمة:
- بعض مواقع الشراء من على الإنترنت (تعذر كتابة الأسماء نوع من الدعاية)
- موقع المباحث الفيدرالية
- مواقع وزارات الداخلية العرب
- جوجل
- مكتب التحقيقات الفيدرالي

## روابط خارجية
- Cybercrime.gov US Department of Justice CCIPS
- Cybercellmumbai.com نسخة محفوظة 30 مايو 2013 على موقع واي باك مشين. Indian Cyber Crime Investigation Cell
- US CERT United States Computer Emergency Readiness Team (US-CERT)
- US Secret Service Computer Fraud
- On Guard OnGuardOnline.gov provides practical tips from the federal government and the technology industry to help you be on guard against Internet fraud, secure your computer, and protect your personal information.
- RCMP Computer Crime Prevention Royal Canadian Mounted Police
- CERT Estonia نسخة محفوظة 9 مارس 2012 على موقع واي باك مشين. The Computer Emergency Response Team of Estonia
- Tallahassee Internet Police